# 水金龟

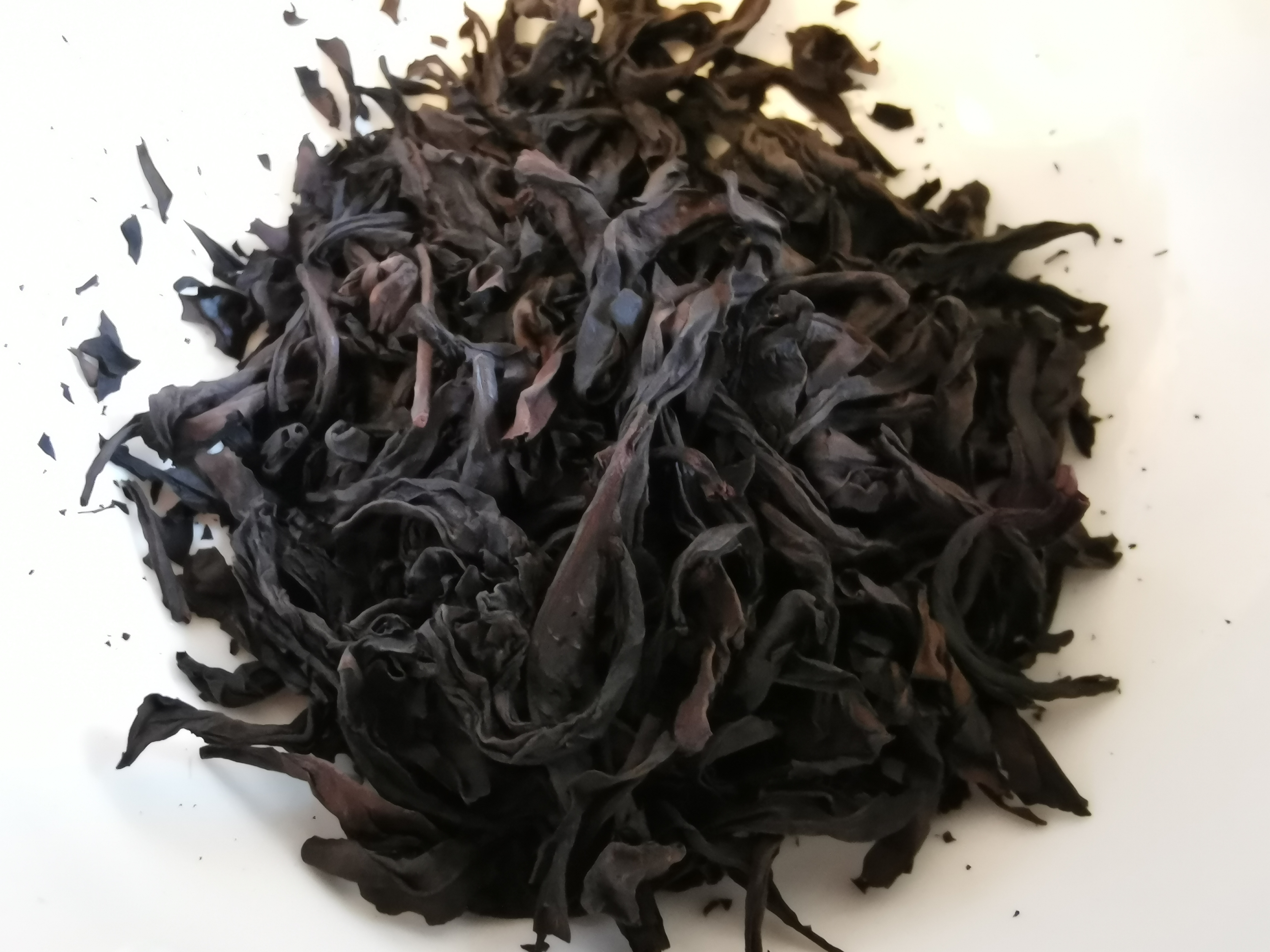
武夷山水金龟茶叶

水金龟，是中华人民共和国福建省武夷山特产的一种半发酵茶叶，属武夷岩茶。

## 特点
水金龟是武夷岩茶“四大名丛”之一（大红袍、白鸡冠、铁罗汉、水金龟），产于武夷山区牛栏坑社葛寨峰下。当地传说是由武夷山磊石寺的一名方丈在大雨后的水沟旁发现一株茶树茶种，因其枝条交错远看如大金龟，且邻近水池，故取名“水金龟”。一说是因茶叶浓密且闪光如金色龟而得此名。水金龟曾是厦门茶叶分公司的主力外销产品，后在国营改制后，水金龟茶叶品种在市场上比较常见。水金龟属半发酵茶，兼顾铁观音与绿茶的滋味。每年5月中旬采摘，以二叶或三叶为主，色泽绿中透红。经日光萎凋、揉捻、发酵、烘焙、复焙等工序制作而成。